# 4-Kidroksi-tetrahidrodipikolinatna sintaza
4-Kidroksi-tetrahidrodipikolinatna sintaza (EC 4.3.3.7, dihidropikolinatna sintetaza, dihidrodipikolinsko kiselinska sintaza, L-aspartat-4-semialdehidna hidrolijaza (dodavanja piruvata i ciklizacija), dapA (gen).) je enzim sa sistematskim imenom L-aspartat-4-semialdehid hidrolijaza (dodaje piruvat i ciklizuje, formira (4S)-4-hidroksi-2,3,4,5-tetrahidro-(2S)-dipikolinat). Ovaj enzim katalizuje sledeću hemijsku reakciju
piruvat + L-aspartat-4-semialdehid {\displaystyle \rightleftharpoons } (2S,4S)-4-hidroksi-2,3,4,5-tetrahidrodipikolinat + H2O
Istraživanja enzima iz bakterije Escherichia coli su pokazala da se raakcija može podeliti u tri konsekutivna koraka.

## Literatura
- Nicholas C. Price; Lewis Stevens (1999). Fundamentals of Enzymology: The Cell and Molecular Biology of Catalytic Proteins (Third изд.). USA: Oxford University Press. ISBN 019850229X.
- Eric J. Toone (2006). Advances in Enzymology and Related Areas of Molecular Biology, Protein Evolution (Volume 75 изд.). Wiley-Interscience. ISBN 0471205036.
- Branden C; Tooze J. Introduction to Protein Structure. New York, NY: Garland Publishing. ISBN 0-8153-2305-0.
- Irwin H. Segel. Enzyme Kinetics: Behavior and Analysis of Rapid Equilibrium and Steady-State Enzyme Systems (Book 44 изд.). Wiley Classics Library. ISBN 0471303097.
- William P. Jencks (1987). Catalysis in Chemistry and Enzymology. Dover Publications. ISBN 0486654605.

## Spoljašnje veze
- 4-hydroxy-tetrahydrodipicolinate+synthase на 